# گاوبازها
گاوبازها (به انگلیسی: the bullfighters) فیلمی به کارگردانی اسکات دارلینگ محصول کشور آمریکا در سال ۱۹۴۵ است. زوج معروف کمدی جهان استن لورل و اولیور هاردی در این فیلم ایفای نقش می‌کنند.

## خلاصه داستان
لورل و هاردی در کسوت کارگاه خصوصی از پیوریا، ایلینوی برای دستگیری مجرم به مکزیکو سیتی سفر می‌کنند. در همین زمان مسابقات گاو بازی در شهر مکزیکو سیتی برگزار می‌شود. و قرار است سباستین بزرگترین گاو باز جهان برای شرکت در این مسابقات به کشور مکزیک سفر کند. سفر سباستین به مکزیک به مشکل می‌خورد و لورل که شباهت زیادی به سباستین دارد قرار می‌شود در مسابقات نقش او را بازی کند. اما لورل و هاردی در آنجا به شخصی به نام ریچارد برخورد می‌کنند که سال‌ها پیش به شهادت دروغ او را به جرم قتل راهی زندان کردند…

## گزیدهٔ بازیگران
- استن لورل
- اولیور هاردی
- دیک لین
- دیوسا کاستلو
- رالف سنفورد
- مارگو وود
- روری کلهون
- هنک وردن
- مکس واگنر
- امت ووگان
- سیریل رینگ
- جی نووللو
- ادوارد گارگن